# Споменик жртава терористичких напада у Израелу
31° 46′ 29.97″ N 35° 10′ 40.86″ E / 31.7749917° С; 35.1780167° И
Споменик жртава терористичких напада у Израелу (אנדרטת חללי פעולות האיבה, Andartat Halalei Pe'ulot HaEiva) је споменик свим жртвама тероризма у Израелу од 1851. године па до данас. Споменик се налази на гори Херцл у Јерусалиму. Спомен укључује имена људи јеврејског порекла и не-јеврејског народа који су убијени у актима тероризма.